# عمليات التعلم الآلي

عمليات التعلم الالي

عمليات التعلم الآلي (MLOPs) هي عملية أخذ نموذج تعلم الآلة التجريبي إلى نظام الإنتاج. الكلمة عبارة عن مركب من «التعلم الآلي» وممارسة التطوير المستمر لـديف أوبس في مجال البرمجيات. يتم اختبار نماذج التعلم الآلي وتطويرها في أنظمة تجريبية معزولة. عندما تكون الخوارزمية جاهزة للتشغيل، تمارس هذه العمليات بين علماء البيانات وديف أوبس ومهندسي التعلم الآلي لنقل الخوارزمية إلى أنظمة الإنتاج. على غرار ديف أوبس أو داتا أوبس النهج وتسعى عمليات التعلم الآلي في زيادة عمليات الأتمتة وتحسين نوعية إنتاج النماذج، مع التركيز أيضا على متطلبات العمل والتنظيمية. بينما بدأت العمليات كمجموعة من أفضل الممارسات، فإنه يتطور ببطء إلى نهج مستقل لإدارة دورة حياة ML. ينطبق MLOps على دورة الحياة بأكملها - بدءًا من التكامل مع إنشاء النموذج (دورة حياة تطوير البرامج، و التكامل المستمر / التسليم المستمر)، والتنسيق والنشر إلى الصحة والتشخيص والحوكمة ومقاييس الأعمال.

## الفروقات بين MLOps وDevOps
رغم التشابه بين MLOps و DevOps من حيث السعي لأتمتة ونشر البرمجيات، إلا أن MLOps يتعامل مع عناصر إضافية معقدة، مثل النماذج الإحصائية، والبيانات الديناميكية، والتقييم المستمر.
في حين يركز DevOps على كود المصدر، تتطلب MLOps إدارة بيانات التدريب، وتتبع النماذج، والتحقق من صحة الأداء مع تغيّر البيانات. كما تتضمن MLOps دورة حياة أطول وأكثر حساسية للتغييرات الصغيرة في المدخلات، مما يجعل من مراقبة الأداء بعد النشر جزءًا أساسيًا من المنهجية.

## أهداف MLOps
تهدف عمليات التعلم الآلي (MLOps) إلى تعزيز كفاءة واستقرار النماذج الذكية عند تطبيقها في البيئات الإنتاجية، من خلال الدمج بين فرق البيانات والهندسة والعمليات. وتشمل أهداف MLOps ما يلي:
- أتمتة دورة حياة النموذج بدءًا من جمع البيانات، مرورًا بالتدريب، وحتى النشر والمراقبة.
- ضمان تكرار التجارب وشفافية تتبع النماذج، ما يسهّل إعادة الإنتاج والتحقق.
- تسريع زمن الوصول إلى الإنتاج عبر تقليل الخطوات اليدوية في النشر.
- تحسين التعاون بين علماء البيانات والمهندسين من خلال بيئات عمل موحدة.
- ضمان جودة النماذج مع تغيّر البيانات عبر الرصد المستمر وإعادة التدريب التلقائي.

## مكونات دورة حياة MLOps
تتضمن دورة حياة عمليات التعلم الآلي (MLOps) مجموعة من المراحل المتكاملة التي تهدف إلى بناء ونشر وصيانة النماذج الذكية بشكل مستدام. وتشمل المكونات الأساسية ما يلي:
- جمع البيانات: تحديد مصادر البيانات المناسبة وجمعها بشكل منظم مع ضمان جودتها.
- تحضير البيانات: تنظيف البيانات وتحليلها وتنسيقها لتكون جاهزة للتدريب.
- تدريب النموذج: استخدام الخوارزميات الإحصائية والتعلم العميق لبناء نموذج أولي.
- اختبار النموذج: تقييم أداء النموذج باستخدام بيانات غير مرئية للتحقق من فعاليته.
- نشر النموذج: دمج النموذج في تطبيق أو نظام إنتاجي يخدم المستخدمين الفعليين.
- مراقبة الأداء: تتبع أداء النموذج بعد النشر، واكتشاف التدهور أو الانحراف السلوكي.
- إعادة التدريب: تحديث النموذج تلقائيًا أو يدويًا بناءً على تغيّرات في البيانات أو الأداء.

## أدوات وتقنيات MLOps
توجد العديد من الأدوات والمنصات المفتوحة المصدر والتجارية التي تدعم تنفيذ عمليات MLOps في المؤسسات. تختلف هذه الأدوات في وظائفها، مثل إدارة التجارب، تتبع النماذج، النشر الآلي، ومراقبة الأداء. من أبرز الأدوات:
- MLflow: إطار عمل مفتوح المصدر لإدارة دورة حياة التعلم الآلي، يشمل تسجيل التجارب وتتبع النماذج ونشرها.
- Kubeflow: منصة متكاملة مبنية على Kubernetes لأتمتة سير عمل التعلم الآلي على نطاق واسع.
- TensorFlow Extended (TFX): مجموعة أدوات من Google تتيح إنشاء خطوط إنتاج End-to-End لنماذج TensorFlow.
- Amazon SageMaker: خدمة سحابية من AWS لتطوير وتدريب ونشر النماذج بسرعة عالية وبمقاييس مؤسسية.
- Weights & Biases: منصة لإدارة التجارب وتسجيل المقاييس ومشاركة النماذج بين الفرق.
- Azure Machine Learning: منصة من Microsoft لأتمتة التدريب والنشر مع دعم التكامل مع أدوات DevOps.

تساعد هذه الأدوات على تقليل الأخطاء البشرية، وزيادة موثوقية النماذج، وتسريع زمن النشر، مما يجعل MLOps عمليًا وفعالًا في المؤسسات الحديثة.

## التحديات التي تواجه MLOps
رغم الفوائد الكبيرة التي تقدمها MLOps، إلا أن هناك عددًا من التحديات التقنية والتنظيمية التي قد تعيق تطبيقها الكامل، ومن أبرزها:
- التحيّز في البيانات: النماذج قد تتعلم من بيانات غير متوازنة أو تحتوي على تحيزات، مما يؤدي إلى نتائج غير عادلة أو غير دقيقة.
- صعوبة التكامل مع الأنظمة الحالية: بعض البيئات الإنتاجية لا تدعم بسهولة دمج نماذج الذكاء الاصطناعي، مما يفرض تعقيدات هندسية إضافية.
- تعقيد إدارة دورة الحياة: التغير المستمر في البيانات والنماذج يتطلب أنظمة تتبع دقيقة وأدوات مراقبة فعالة.
- ضعف التوثيق وتكرار التجارب: غياب التوثيق الجيد يؤدي إلى صعوبة تكرار التجارب والنماذج مستقبلاً.
- الاعتماد على فرق متعددة التخصصات: يتطلب نجاح MLOps تنسيقًا فعالًا بين علماء البيانات، المهندسين، وفرق العمليات، مما قد يؤدي إلى تحديات في التواصل والتنفيذ.
- الحوكمة والامتثال: قد تواجه المؤسسات صعوبة في التأكد من التزام النماذج بالسياسات الداخلية والمعايير الأخلاقية والتنظيمية.

تتطلب مواجهة هذه التحديات تطوير بنى تحتية مرنة، واعتماد ثقافة تنظيمية تركز على الجودة والتعاون والتوثيق.

## حالات استخدام MLOps
تُستخدم عمليات MLOps في مجموعة واسعة من الصناعات لتسريع نشر نماذج الذكاء الاصطناعي وضمان موثوقيتها، ومن أبرز حالات الاستخدام:
- القطاع المالي: تستخدم البنوك MLOps في تطوير نماذج التنبؤ بالاحتيال، وتحليل المخاطر، وتقييم الائتمان، مما يسمح بتحديث النماذج باستمرار لمواكبة التغيرات السلوكية.
- الرعاية الصحية: تُستخدم MLOps في تطوير نماذج تشخيصية تعتمد على الصور الطبية أو السجلات الإلكترونية، مع ضمان الامتثال للوائح الخصوصية مثل HIPAA.
- أنظمة التوصية: تعتمد شركات التجارة الإلكترونية على MLOps لتحديث نماذج التوصية حسب سلوك المستخدم والمنتجات الجديدة.
- المركبات ذاتية القيادة: تحتاج نماذج القيادة الذاتية إلى إعادة تدريب ومراقبة مستمرة حسب الظروف البيئية والبيانات الحية.
- الصيانة التنبؤية في الصناعة: تستخدم مصانع التصنيع MLOps لتحليل بيانات أجهزة الاستشعار والتنبؤ بالأعطال قبل وقوعها.
- أمن المعلومات: تُمكّن MLOps من بناء أنظمة كشف التهديدات والهجمات الإلكترونية وتحديثها تلقائيًا.

تُظهر هذه الحالات كيف يمكن لـ MLOps أن تدمج الذكاء الاصطناعي بفعالية في الأنظمة التشغيلية الواقعية.

## وصلات خارجية
- الموقع الرسمي لـ MLflow
- الموقع الرسمي لـ Kubeflow
- وثائق TensorFlow Extended (TFX)
- وثائق Amazon SageMaker
- وثائق Azure Machine Learning